# Agua Caliente Solar Project
Agua Caliente Solar Project — фотоэлектрическая станция общей мощностью 290 мегаватт (МВт). Расположена в округе Юма, Аризона, США. Строительство электростанции началось в 2011 году. Проект был завершён в апреле 2014 года. На момент окончания строительства Agua Caliente Solar Project стала самой мощной достроенной фотоэлектрической станцией в мире.
Для производства электричества Agua Caliente Solar Project использует 5 200 000 фотоэлектрических модулей, произведенных американской компанией First Solar. Стоимость проекта составила 1,8 миллиарда долларов США.
В Феврале 2012 Agua Caliente Solar Project получила премию «Excellence in Renewable Energy Awards» в номинации «Проект года».

## Производство электричества
| Год   | Янв    | Фев    | Мар    | Апр    | Май    | Июн    | Июл    | Авг    | Сен    | Окт    | Ноя    | Дек    | Всего     |
| ----- | ------ | ------ | ------ | ------ | ------ | ------ | ------ | ------ | ------ | ------ | ------ | ------ | --------- |
| 2012  |        |        |        | 2 830  | 41 750 | 49 640 | 50 440 | 52 650 | 54 140 | 52 830 | 41 780 | 33 535 | 379 595   |
| 2013  | 34 138 | 45 555 | 53 720 | 61 050 | 64 998 | 65 452 | 63 631 | 61 470 | 64 870 | 64 605 | 48 294 | 47 742 | 675 525   |
| 2014  | 50 790 | 50 560 | 66 490 | 69 912 | 74 990 | 73 533 | 71 022 | 67 401 | 63 912 | 60 676 |        |        | 649 286   |
| Total | Total  | Total  | Total  | Total  | Total  | Total  | Total  | Total  | Total  | Total  | Total  | Total  | 1 704 406 |